# Garten-Montbretie
Die Garten-Montbretie (Crocosmia × crocosmiiflora) ist eine Pflanzenart aus der Gattung der Montbretien (Crocosmia) in der Familie der Schwertliliengewächse (Iridaceae). Sie ist eine in Kultur entstandene Hybride aus der Gold-Montbretie (Crocosmia aurea) und der Potts-Montbretie (Crocosmia pottsii).

## Merkmale
Die Garten-Montbretie ist eine ausdauernde Knollenpflanze, die Wuchshöhen von 30 bis 90 Zentimeter erreicht. Der Stängel weist 2 bis 3 Rippen auf. Die 4 bis 8 Blätter erreichen eine Länge von 30 bis 50 Zentimetern und eine Breite von 0,8 bis 2 in seltenen Fällen auch 3 Zentimetern. Die Perigonzipfel sind nicht weit ausgebreitet und 15 bis 25 Millimeter lang. Griffel und Staubblätter sind so lang wie die Perigonzipfel. Die Perigonröhre hat eine Länge von 10 bis 15 Millimetern. Die Blüten sind in zweizeiligen Ähren und 3 bis 5 Seitenähren angeordnet, eine geringere Anzahl an Seitenähren ist selten, sehr selten fehlen sie ganz. Sie sind gelborange bis rot gefärbt. Die Art ist samensteril und vermehrt sich vegetativ durch die Bildung von Tochterknollen.
Blütezeit ist von Juli bis Oktober.

## Vorkommen
Verwilderte Vorkommen der Garten-Montbretie sind in Europa in Portugal, Frankreich, Irland und Großbritannien zu finden. Auch in anderen Ländern Afrikas, Asiens und Amerikas kommt sie als Neophyt vor. Die Heimat ist Südafrika.

## Nutzung
Die Garten-Montbretie wird verbreitet als Zierpflanze in Rabatten und Staudenbeeten sowie als Schnittblume genutzt. Sie ist seit spätestens 1880 in Kultur. Es gibt zahlreiche Sorten mit roten, orangen oder gelben Blüten, am Grund der Perigonblätter können auch Flecken vorhanden sein.